# 厚叶红山茶
厚叶红山茶（学名：Camellia crassissima）是山茶科山茶属的植物。分布于中国大陆的江西等地，生长于海拔500米至700米的地区，一般生长在疏林，目前尚未由人工引种栽培。